# Ред-Джекет (Західна Вірджинія)
Ред-Джекет (англ. Red Jacket) — переписна місцевість (CDP) в США, в окрузі Мінґо штату Західна Вірджинія. Населення — 525 осіб (2020).

## Географія
Ред-Джекет розташований за координатами 37°38′56″ пн. ш. 82°7′53″ зх. д. / 37.64889° пн. ш. 82.13139° зх. д. (37.648775, -82.131485).  За даними Бюро перепису населення США в 2010 році переписна місцевість мала площу 13,61 км², уся площа — суходіл.

## Демографія
Згідно з переписом 2010 року, у переписній місцевості мешкала 581 особа в 236 домогосподарствах у складі 170 родин. Густота населення становила 43 особи/км².  Було 276 помешкань (20/км²).
Расовий склад населення:
| - 88,8 % — білих - 8,8 % — чорних або афроамериканців - 0,5 % — корінних американців |

До двох чи більше рас належало 1,9 %. Частка іспаномовних становила 0,3 % від усіх жителів.
За віковим діапазоном населення розподілялося таким чином: 21,7 % — особи молодші 18 років, 64,7 % — особи у віці 18—64 років, 13,6 % — особи у віці 65 років та старші. Медіана віку мешканця становила 42,7 року. На 100 осіб жіночої статі у переписній місцевості припадало 84,4 чоловіків;  на 100 жінок у віці від 18 років та старших — 81,3 чоловіків також старших 18 років.
Середній дохід на одне домашнє господарство  становив 31 444 долари США (медіана — 28 448), а середній дохід на одну сім'ю — 33 703 долари (медіана — 24 132). За межею бідності перебувало 38,4 % осіб, у тому числі 84,4 % дітей у віці до 18 років та 0,0 % осіб у віці 65 років та старших.
Цивільне працевлаштоване населення становило 123 особи. Основні галузі зайнятості: освіта, охорона здоров'я та соціальна допомога — 61,0 %, сільське господарство, лісництво, риболовля — 18,7 %, транспорт — 10,6 %, публічна адміністрація — 9,8 %.